# مشخان
مشخان (به لاتین: Maşxan) یک منطقهٔ مسکونی در جمهوری آذربایجان است که در شهرستان آستارا واقع شده‌است. مشخان ۲٬۵۱۸ نفر جمعیت دارد. اکثریت اهالی روستا شیعه و اقلیت سنی هستند.

## جغرافیا
این روستا در نزدیکی کوه‌های تالش قرار دارد. جاده قدیم باکو-الت-آستارا از میان روستا می‌گذرد. فاصله آن تا شهر آستارا ۱۳ کیلومتر و تا شهر باکو ۲۷۲ کیلومتر است.

## تاریخچه
در محدوده این روستا، یک سکونتگاه باستانی مربوط به سه دوم و اول پیش از میلاد کشف شده است. آبادی مشخان در سده پانزدهم میلادی ایجاد شد و نخستین اشاره به آن در نقشه‌ها به سال ۱۸۷۱ برمی‌گردد.
روستای مشخان در قلمرو اداری لنکران در فرمانداری باکو قرار داشت. در آغاز سده بیستم، نخستین مدرسه در این روستا ساخته شد (که در دهه ۱۹۸۰ تخریب شد). در زمان شوروی، برق به روستا کشیده شد و در اواخر دهه ۱۹۷۰ یک مدرسه جدید ۱۰ کلاسه در روستا ساخته شد.

## ریشه واژه
شکل اصلی نام این روستا مخ‌شیخان بوده که به زبان تالشی یعنی محل توقف شیخ‌ها. علت نامگذاری آن به علت حضور دو شیخ به نام‌های شیخ سید سلطان احمد بن کریم و شیخ کریم در این روستا بوده است.

## اقتصاد
مردم این آبادی عمدتاً به دامداری، باغ‌داری مرکبات، پرورش سبزیجات و کشاورزی مشغول هستند.

## نگارخانه

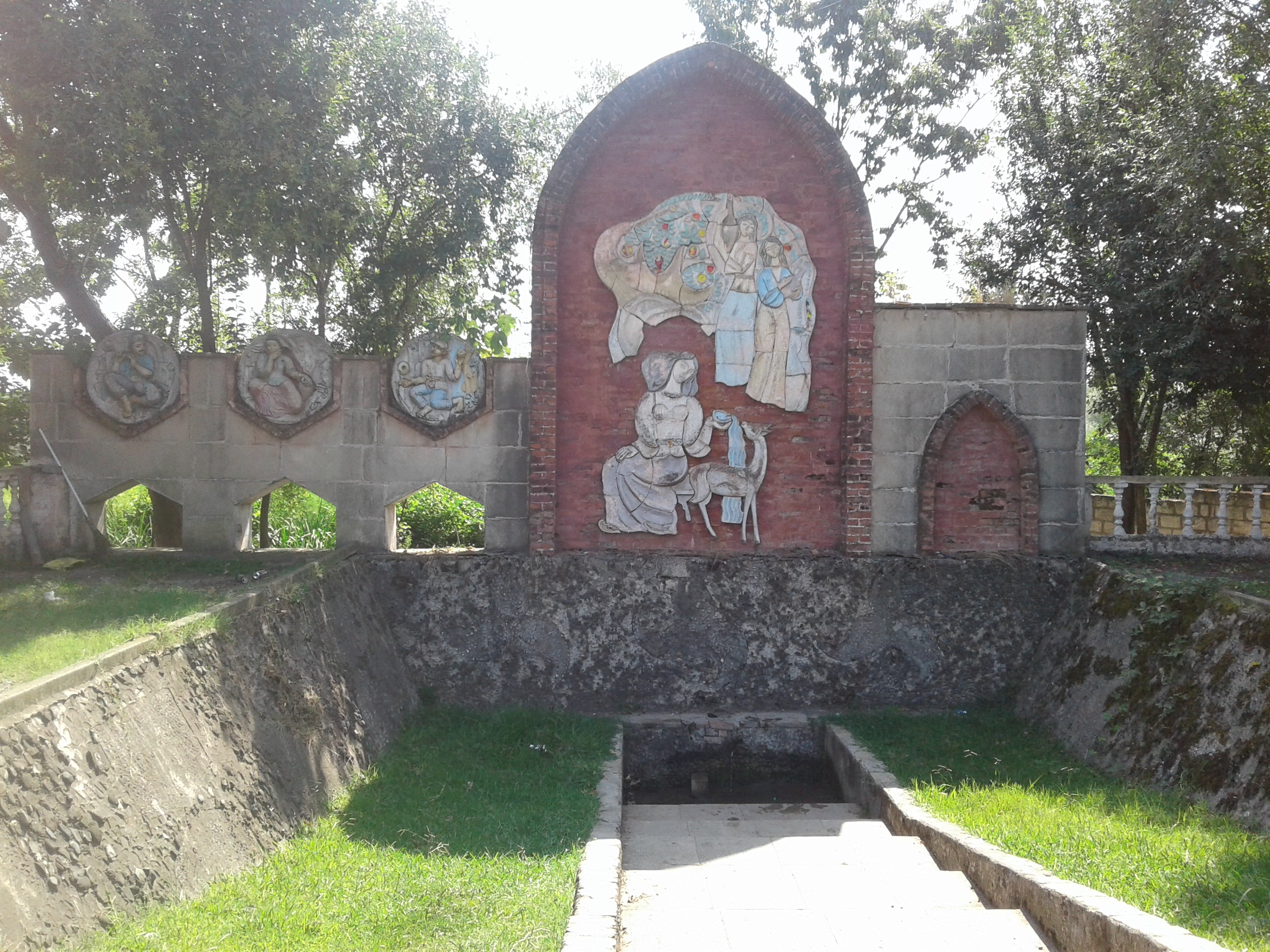
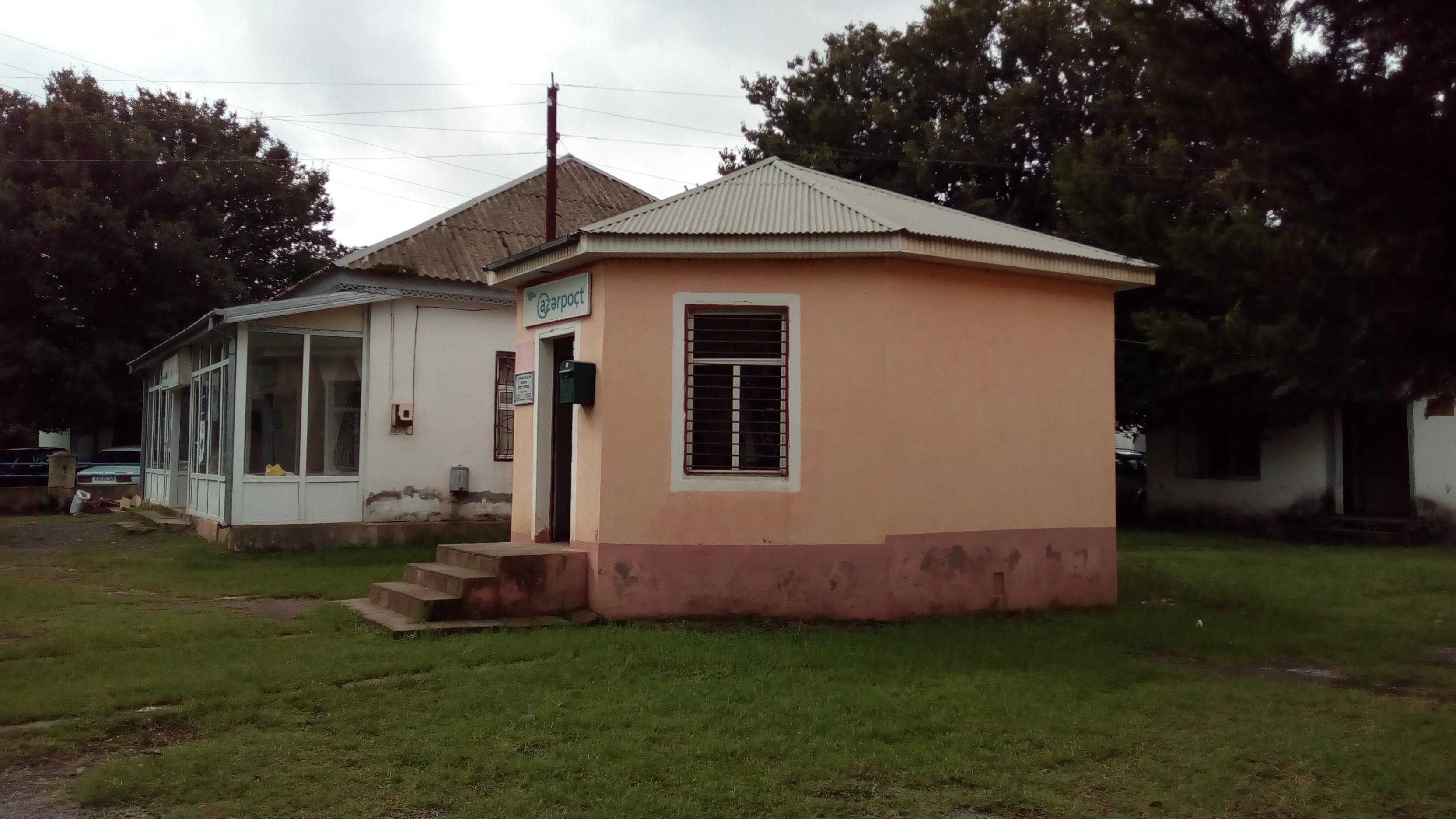
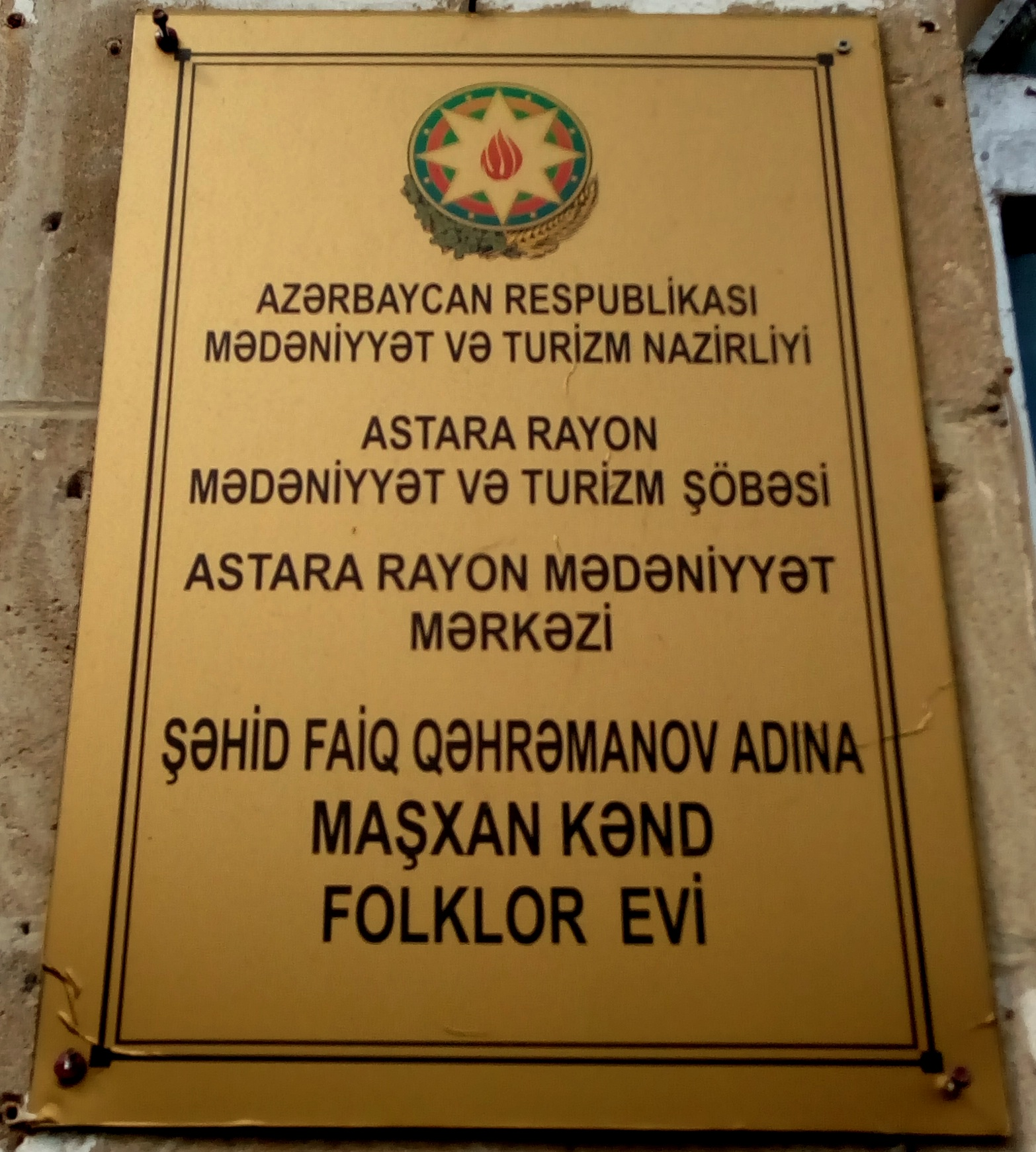
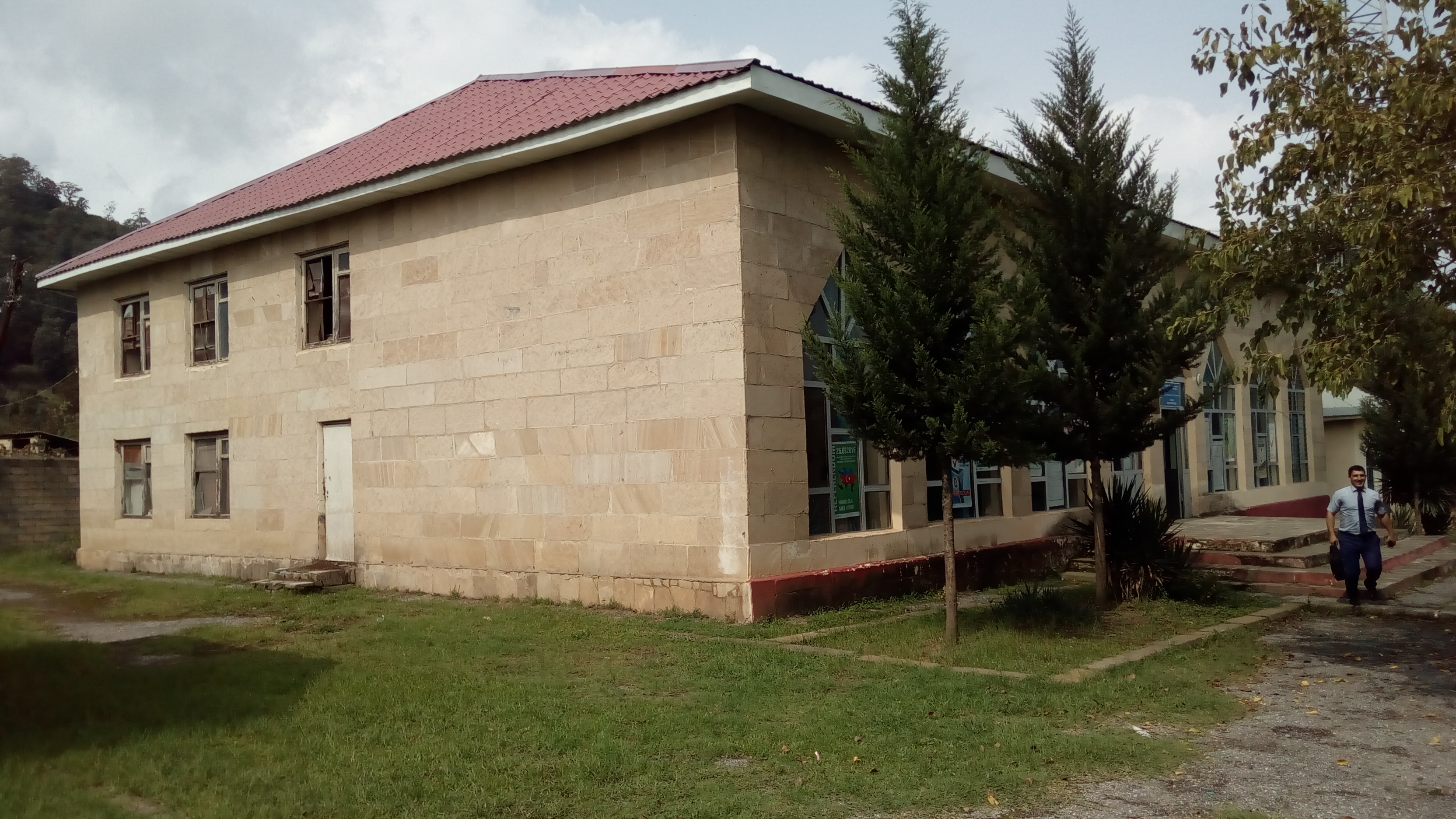
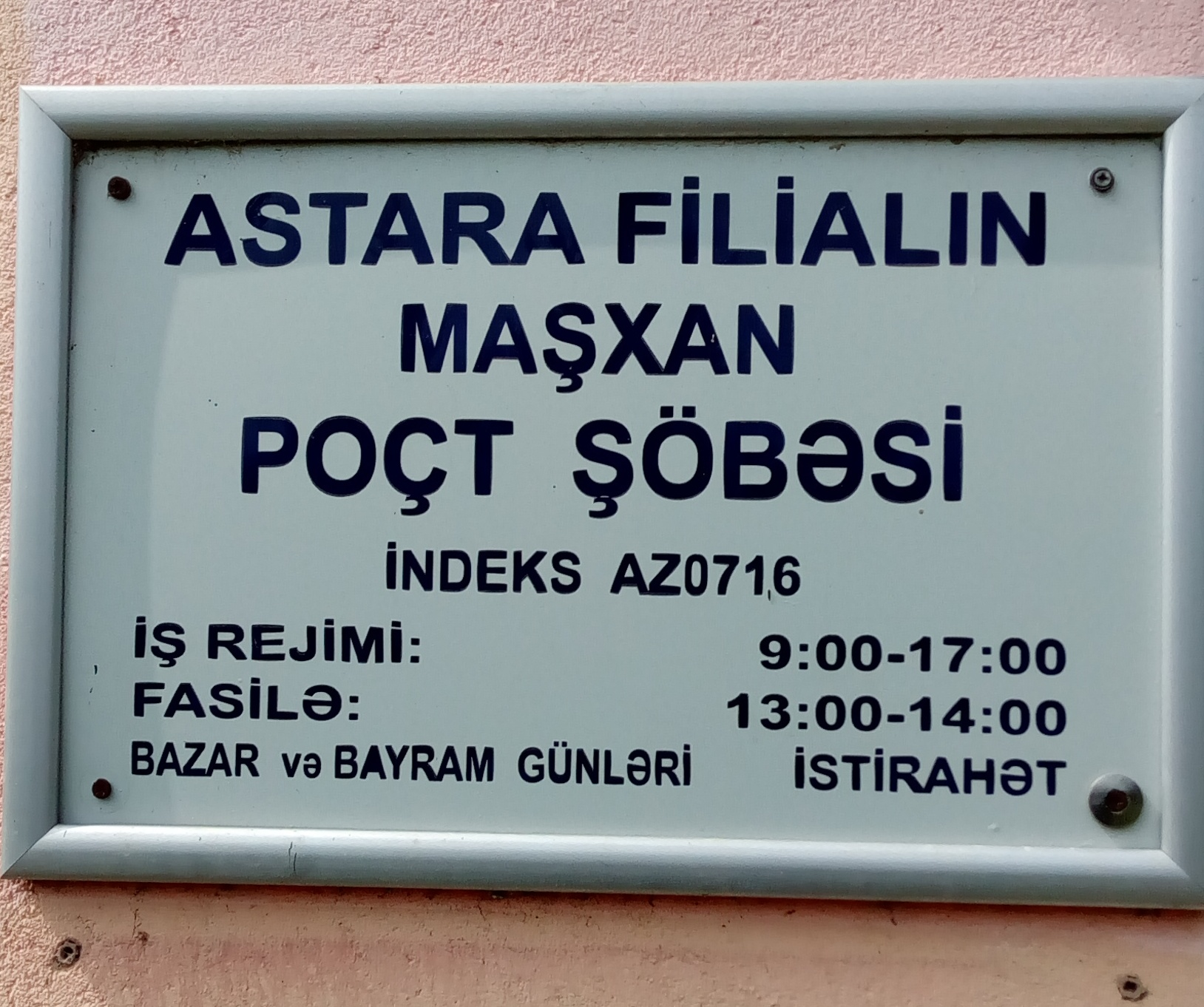
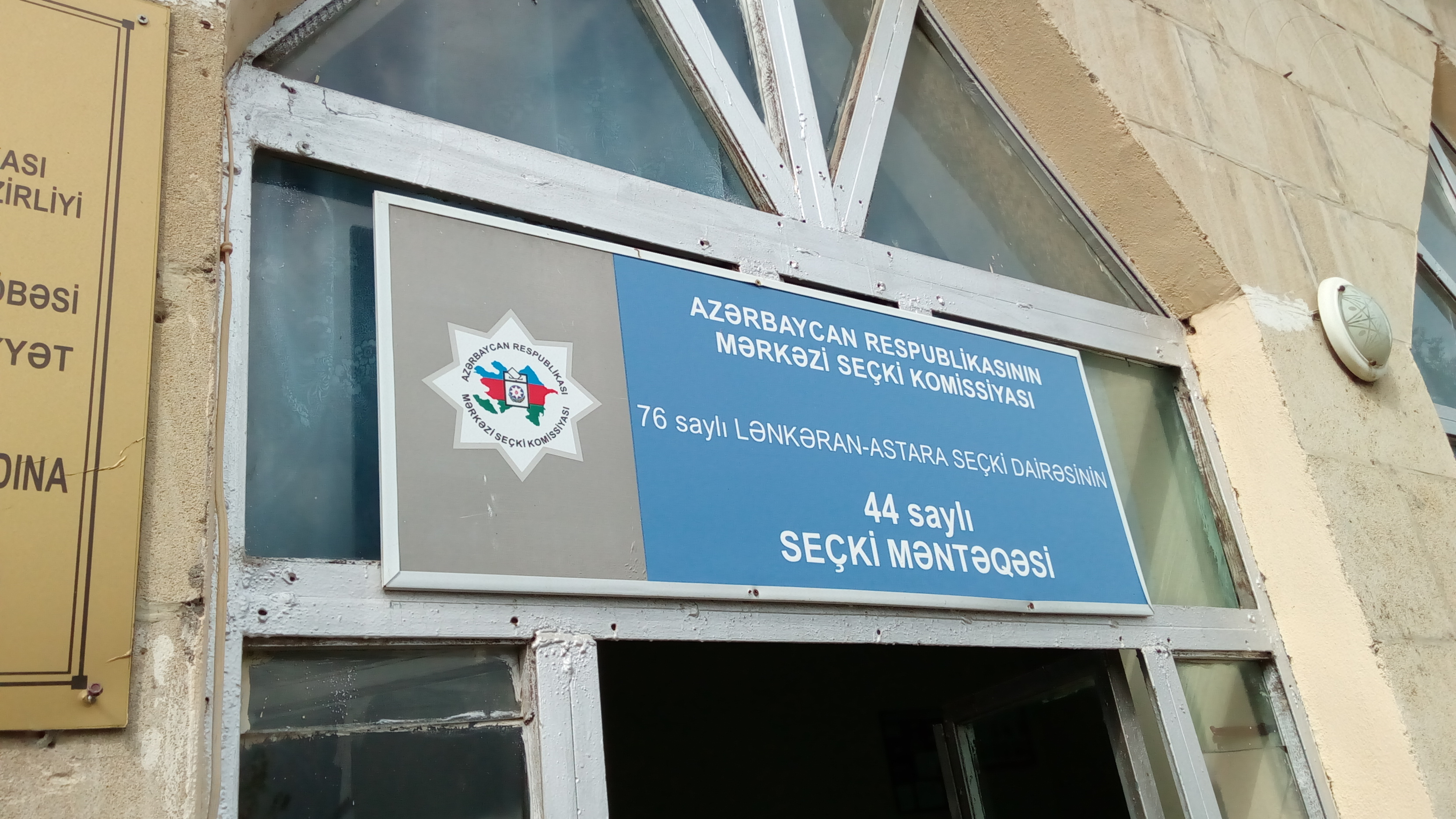